# Felsburg (Hessen)

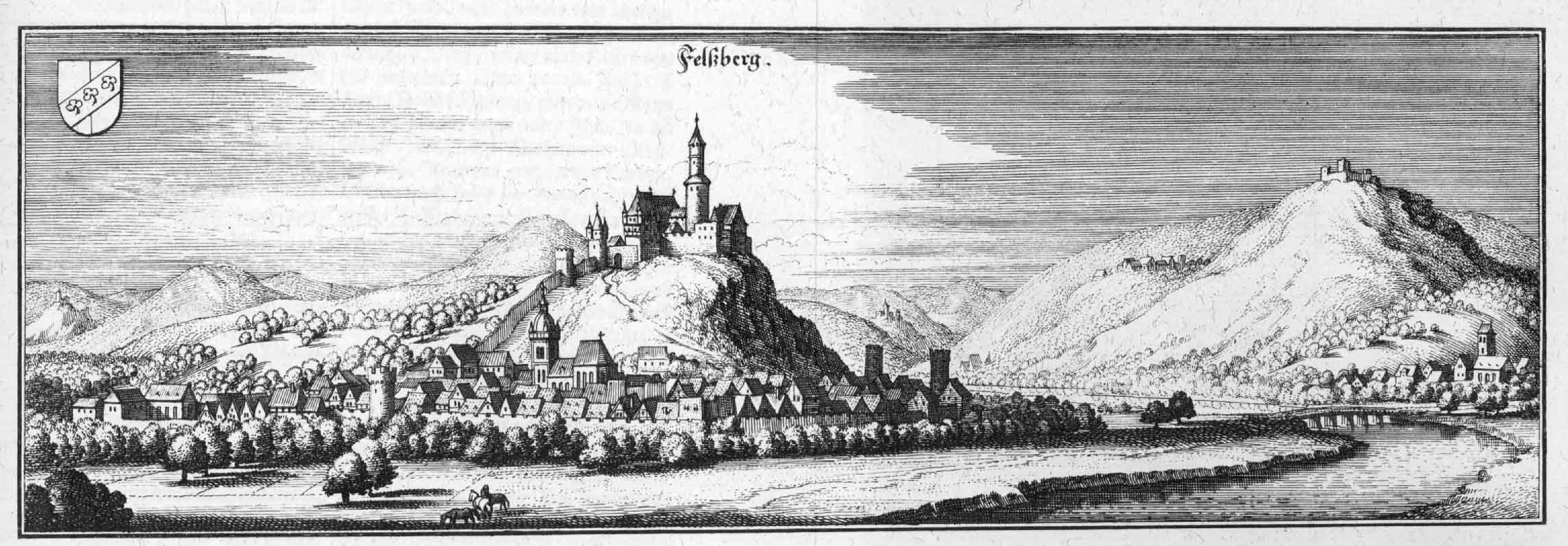
Der Ort Felsberg mit der Felsburg in der Topographia Hassiae von Matthäus Merian im 17. Jahrhundert

Die Felsburg in Felsberg an der Eder im nordhessischen Schwalm-Eder-Kreis ist die Teilruine einer Höhenburg auf einer bis auf 199 m ü. NN ansteigenden Basaltkuppe, die sich in der Mitte der Stadt erhebt. Sie wird von einem Verein unterhalten.

## Geschichte

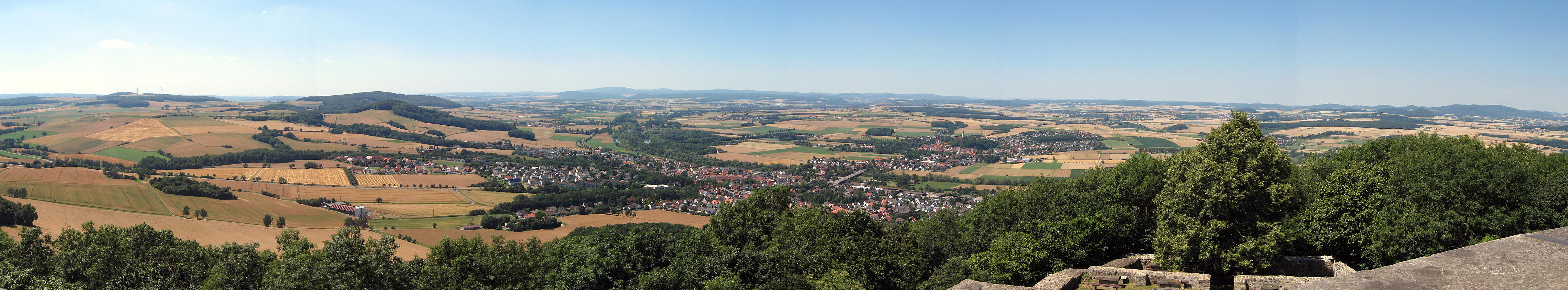
Schauplatz eines über 200 Jahre währenden Konfliktes: Die Felsburg im Edertal von der Burg Heiligenberg aus gesehen

Vermutlich bereits in chattischer Zeit (300–600 n. Chr.) war der steile Basaltkegel, der sich inmitten der heutigen Stadt gut 40 Meter über das Edertal erhebt, mit einer hölzernen Wehranlage befestigt. Von hier aus konnte man das Edertal beherrschen und insbesondere die alte Salzhandelsstraße schützen, die von Bad Sooden-Allendorf an der Werra in das Ruhrgebiet führte und hier über eine Furt die Eder durchquerte.
Urkundliche Erwähnung fanden die Burg und die auf ihr residierenden (Vize-)Grafen von Velisberc erstmals 1060, die umliegende Stadt ist wenig später (1090) urkundlich bezeugt. Das Geschlecht gehörte der sogenannten Megin-Sippe an und lebte von mindestens 1090 bis 1253 nachweisbar auf der Burg; in diese Zeit fiel der Bau der Burg Heiligenberg in Sichtweite zur Felsburg als deren direkter Widerpart, womit der Erzbischof und Kurfürst von Mainz seinen Herrschaftsanspruch gegen die Landgrafen von Thüringen bzw. Hessen festigen wollte. Es folgte ein bis 1427 anhaltender kriegerischer Dauerkonflikt, worin die Felsburg eine zentrale strategische Rolle spielte. Die Felsberger zogen sich indes allmählich aus der Ederniederung zurück und gaben 1238 Burg und Stadt an die Landgrafschaft Thüringen ab. 1253 verschenkte Berthold von Felsberg den Großteil seiner Liegenschaften an das Kloster Breitenau, und nach 1286 beschränkten sich die Felsberger Vizegrafen ausschließlich auf ihre Besitzungen im Raum Hessisch Lichtenau; das Geschlecht starb bald danach aus.
Als Folge der Trennung Hessens von Thüringen nach dem Tode von Heinrich Raspe gelangte die Felsburg an die Landgrafschaft Hessen. Die Burg war dann Sitz einer Reihe von landgräflichen Burgmännern und  Amtmännern. 1367 schlugen landgräfliche Ritter unter Führung des Ritters Konrad Spiegel zum Desenberg eine Streitmacht des Hersfelder Abtes Berthold II. von Völkershausen in den Ederniederungen bei der nahen Altenburg. 1375 bewohnte der landgräfliche Ministeriale und Landvogt von Niederhessen, Friedrich von Felsberg, die Burg; schon zwei Jahre zuvor hatte der Landgraf ihm die Steuereinnahmen der Stadt Felsberg verpfändet. Von 1333 an baute Landgraf Heinrich II., „der Eiserne“, die Felsburg aus, und die Wehranlagen wurden 1387, 1388 und 1392 nochmals erweitert. Im Mainzisch-Hessischen Krieg 1427 führte Landgraf Ludwig I. von Hessen von Felsberg aus sein Aufgebot gegen den Mainzer Feldherrn Gottfried von Leiningen, der von Fritzlar aus mit 600 Reitern die Gegend von Gudensberg, Felsberg und Melsungen verwüstete. Ludwig besiegte ihn entscheidend auf der Großenengliser Platte zwischen Fritzlar und Großenenglis und nochmals bei Fulda, obwohl der Erzbischof von Mainz, Konrad III. von Dhaun, inzwischen selbst die Führung seines Heeres übernommen hatte, und zwang damit Kurmainz zum Frieden von Frankfurt.
Von 1455 bis 1458 lebte der Alchimist Klaus von Urbach auf der Felsburg; Landgraf Ludwig I. hatte ihn geholt, dass er Gold herstellen sollte. Nachdem sich herausgestellt hatte, dass die Bemühungen zum Scheitern verurteilt waren, wurde der Alchimist des Landes verwiesen.
Seit 1511 diente die Burg der Mutter Philipps des Großmütigen, Landgräfin Anna, jahrelang als Witwensitz (wobei sie freilich die meiste Zeit auf einem – bis heute erhaltenen und bewirtschafteten – Hofgut in der Stadt Felsberg wohnte); von hier aus focht sie den Streit um die Vormundschaft ihrer Kinder und die Landesherrschaft aus. Danach aber verschwand die Felsburg aus dem Fokus der hessischen Landespolitik und war nie mehr Wohnsitz eines Landesfürsten. Ab 1550 begann man Teile der Burg nach und nach abzutragen, um den Bau des Jagdschlosses in Melsungen zu ermöglichen. Landgraf Moritz von Hessen-Kassel hielt 1626 seinen letzten Landtag vor seiner Abdankung auf der Burg ab. Die Felsburg überstand den Dreißigjährigen Krieg nahezu unbeschadet, verfiel dann aber langsam. 1762 wurde die Felsburg im Siebenjährigen Krieg von hessischen Jägern unter Major von Linsingen erobert und kurz darauf von französischen Truppen zerstört.

## Die Anlage

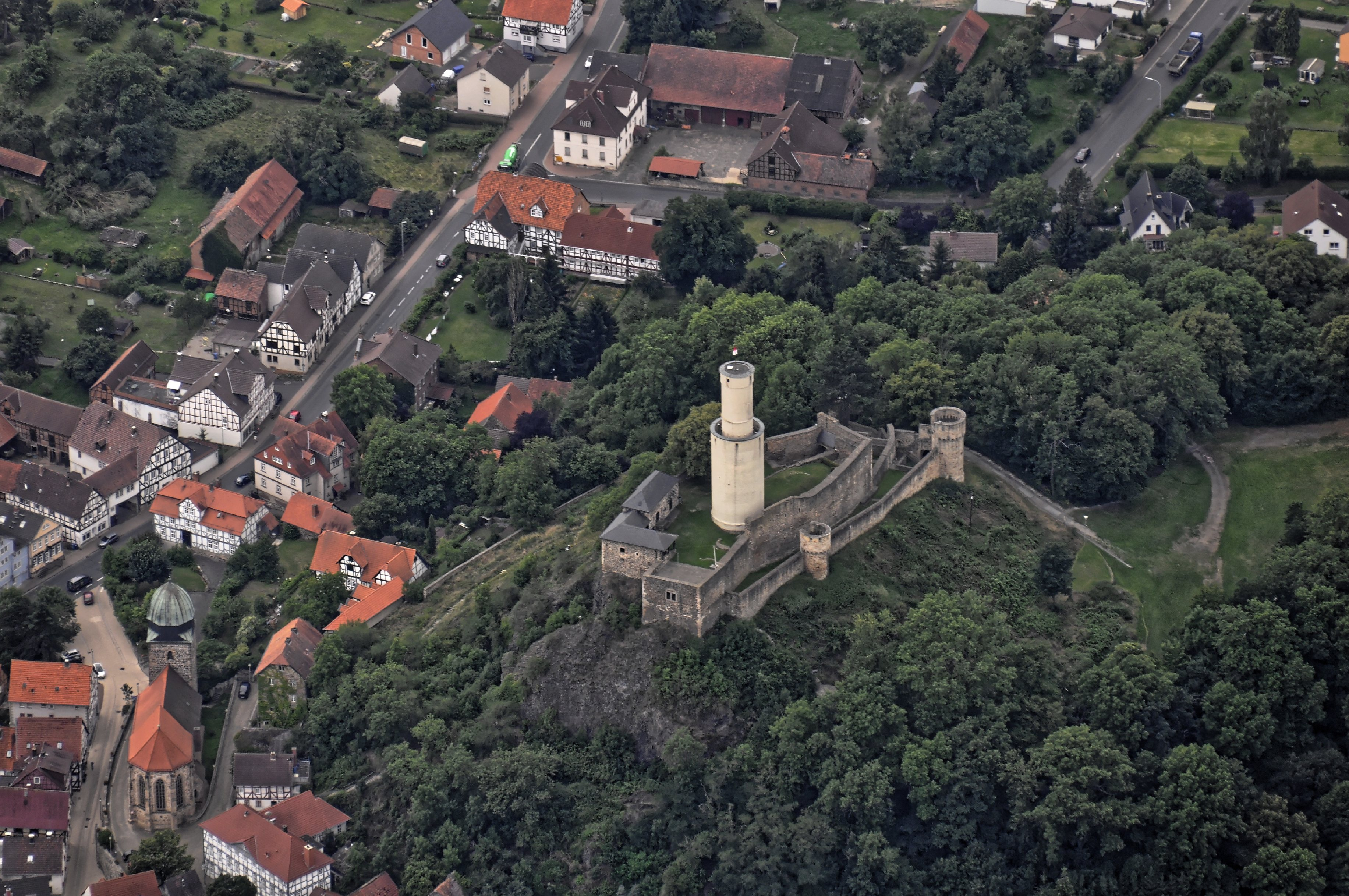
Die Felsburg aus der Luft (2015)

Die Höhenburg hat einen nahezu trapezförmigen Grundriss. An der Nord- und Westseite befinden sich spätgotische Zwinger mit Schlüsselscharten aus dem 14. Jahrhundert. Der Eingang mit Tor stammt ebenfalls aus dem 14. Jahrhundert. Das Tor ist durch zwei Flankentürme verstärkt und am Fuß mit zwei Maschikulis ausgestattet, was die Abwehr von Angreifern am Boden ermöglichte.
In der Mitte der Burg befindet sich nahe der nördlichen Mauer der in seiner heutigen Form aus dem Jahre 1388 stammende 29,5 m hohe Bergfried mit schmalem Aufsatz (Butterfaßturm). Ursprünglich hatte er nur eine Höhe von 15 m, wurde jedoch später im Rahmen einer zusätzlichen Befestigung der Burganlage um 14,5 m erhöht und war damit einer der höchsten Burgtürme in Hessen überhaupt. Am Rücksprung zum Oberbau des Turms war ein überdachter Wehrgang angebracht. Der heutige Zugang wurde erst später durch die dreieinhalb Meter dicken Mauern gebrochen. Der Eingang führt zum Turmverlies und über innen angebrachte steile Holzleitern zu den beiden Aussichtsebenen am umlaufenden Wehrgang in etwa 15 m Höhe und zur geschlossenen auf etwa 26 m Höhe liegenden Ebene im Kopf des Turms, die durch vier kleine Fenster den Blick in die Umgebung ermöglicht.
An der Südmauer steht die dem Heiligen Pankratius gewidmete Burgkapelle. 1544 lagerte Landgraf Philipp der Großmütige 297 Tonnen Schwarzpulver in der Kapelle. Das Pulvermagazin wurde 300 Jahre genutzt und erst in kurfürstlicher Zeit aufgegeben. Die Kapelle ist – außer dem Bergfried – das einzige unversehrt erhalten gebliebene Gebäude des Ensembles.

## Aktuelle Situation
Die Burg gehört heute dem Land Hessen und wird durch die Verwaltung der Staatlichen Schlösser und Gärten Hessen betreut. Der Burgverein Felsberg 1885 e. V., der die Burg seinerzeit vom preußischen Staat gepachtet hatte, ist bis heute mit dem Erhalt und der Pflege des Bauwerks betraut; der ursprüngliche Vertrag von 1885 wurde 1952 mit dem Land Hessen (als Rechtsnachfolger des preußischen Staates) erneuert und präzisiert.
Ab 1950 wurden Sicherungs- und Instandsetzungsarbeiten durchgeführt. Weitere umfangreiche Sanierungsarbeiten wurden 1987 begonnen, die sich allerdings aufgrund finanzieller Probleme über 18 Jahre hinzogen, während derer die Burg für die Öffentlichkeit geschlossen war. In der Kapelle wurde ein Burgmuseum eingerichtet; im restaurierten Burgkeller finden in den Sommermonaten standesamtliche und kirchliche Trauungen statt. Über der Eingangstür der Kapelle wurde 2006 ein durch Spendengelder finanziertes Glockenspiel angebracht.
Die Burg kann an Sonn- und Feiertagen besichtigt werden.

## Lyrische Bezugnahme
Im Stil der romantischen Literaturepoche schrieb der nordhessische Dichter Georg Mohr (1870–1928) ein Lied, das die Felsburg besingt. Die Melodie entspricht der Vertonung des Eichendorff-Liedes In einem kühlen Grunde von Friedrich Glück.
1. Oh Burg auf felsiger Höhe

Im lieblichen Edertal,

Dein muss ich immer gedenken,,

Du stolzes Rittermal.

2. Den Knaben schon hieltst du gefangen,

Das jugendlich freie Gemüt.

Ich suchte die blaue Blume,

Die hoch auf den Klippen dort blüht.
3. Ich stieg die gewundenen Pfade

Am steilen Berge empor

Und grüßte den grinsenden Alten,

Den steinernen Kopf überm Tor.

4. Ich saß auf der alten Mauer

So gerne träumend allein,

Wenn unten im Tale die Glocken

Erklangen beim Spätrotschein.

5. Ich habe von deinem Turme

Hinaus in die Lande geschaut

Und die Höhen und Burgen im  Kreise

Begrüßt mit Jubellaut.

6. Schon manche trauliche Stunde

Bracht ich da oben zu

Hoch oben überm Gewühl der Menschen

In stiller beschaulicher Ruh.
7. Und streift mich aus Jugendzeiten

Der lichten Erinnerung Strahl.

Dein muss ich immer gedenken,

Oh Felsberg in Edertal.